# Parafia Wniebowzięcia Najświętszej Maryi Panny w Osowej
Parafia Wniebowzięcia Najświętszej Maryi Panny w Osowej – rzymskokatolicka parafia znajdująca się w diecezji pińskiej, w dekanacie pińskim, na Białorusi.
Przy parafii nie rezyduje obecnie żaden duchowny. Obsługiwana jest przez księdza z parafii Wniebowzięcia Najświętszej Maryi Panny w Stolinie.

## Historia
Pierwszy kościół katolicki w Osowej wzniesiono w 1648 staraniem lokalnej szlachty katolickiej. Opiekę nad nim sprawowali franciszkanie z Pińska. Dzięki kościołowi miejscowość była jednym z ośrodków kulturalnych Polesia. Po powstaniu styczniowym udało się uniknąć zamknięcia świątyni przez władze carskie. W II połowie XIX wieku była ona kaplicą filialną parafii Wniebowzięcia Najświętszej Maryi Panny w Pińsku.
W niepodległej Polsce w Osowej istniała samodzielna parafia. W latach 30. XX wieku parafia liczyła około 500 wiernych.
Po II wojnie światowej Osowa znalazła się w granicach Związku Sowieckiego. Władze komunistyczne zamknęły kościół. W październiku 1968 został on rozebrany, a wyposażenie zniszczone. Ocalały przykościelna dzwonnica. W początkowym okresie komunizmu do wsi przyjeżdżali księża (m.in. ks. Kazimierz Świątek), którzy odprawiali msze święte w domach prywatnych.
Po upadku komunizmu odrestaurowano ocalałą dzwonnicę, w której urządzono kaplicę. Początkowo wierni słuchali mszy świętych za pośrednictwem Polskiego Radia, następnie do Osowej zaczęli przyjeżdżać księża z Pińska. Zimą nabożeństwa sprawowano w domu prywatnym. W 1993 rozpoczęto budowę nowego kościoła, który w 1999 został konsekrowany przez administratora apostolskiego diecezji pińskiej kard. Kazimierza Świątka.

## Proboszczowie parafii
| imię i nazwisko       | daty urzędowania |
| --------------------- | ---------------- |
| Ks. Stanisław Pawlina | 1994 –           |